# Museo del Comunismo en República Checa
El Museo del Comunismo en la República Checa (en checo: Muzeum komunismu), ubicado en V Celnici 4 en Praga, República Checa, es un museo dedicado a presentar una descripción del régimen comunista posterior a la Segunda Guerra Mundial en Checoslovaquia en general y Praga en particular. El Museo del Comunismo ofrece una mirada inmersiva a la vida detrás del telón de acero. Artefactos genuinos, entrevistas, fotografías de archivo, obras de arte, documentos históricos e instalaciones a gran escala que dan vida a un capítulo entero de la historia.

## Historia
El museo fue fundado por Glenn Spicker, un empresario estadounidense y exestudiante de política, que gastó $28,000 en la compra de 1000 artefactos y encargó al documentalista Jan Kaplan que diseñara el museo. Según Kaplan, creó una tragedia de tres actos que muestra los ideales del comunismo, la realidad de la vida pobre bajo el régimen y la pesadilla de un estado policial. Incluye salas que representan un aula, una tienda con suministros limitados y una sala de interrogatorios de la policía secreta Státní bezpečnost (StB).

## Galería

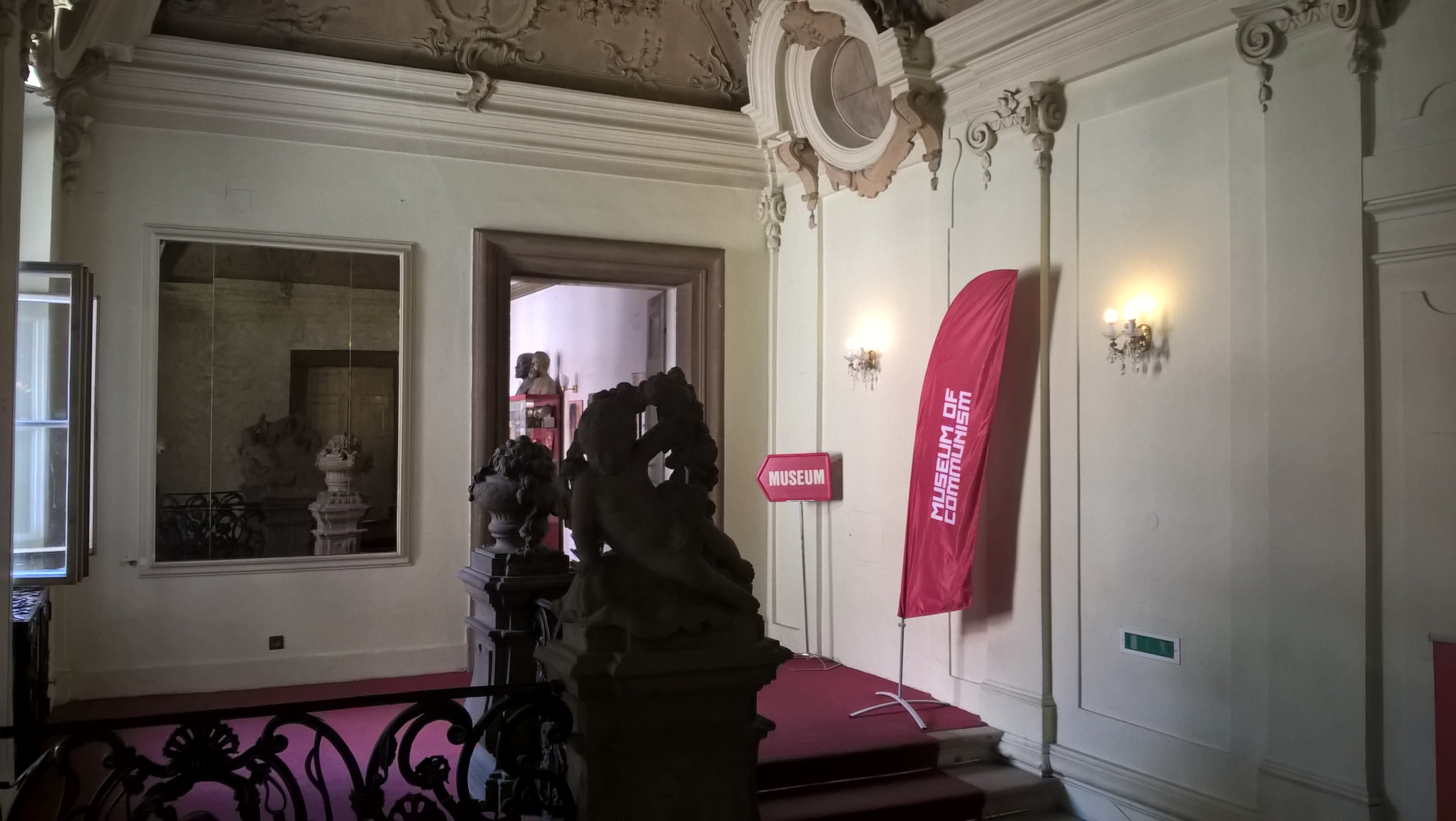
Entrada dentro del palacio de Savarin.
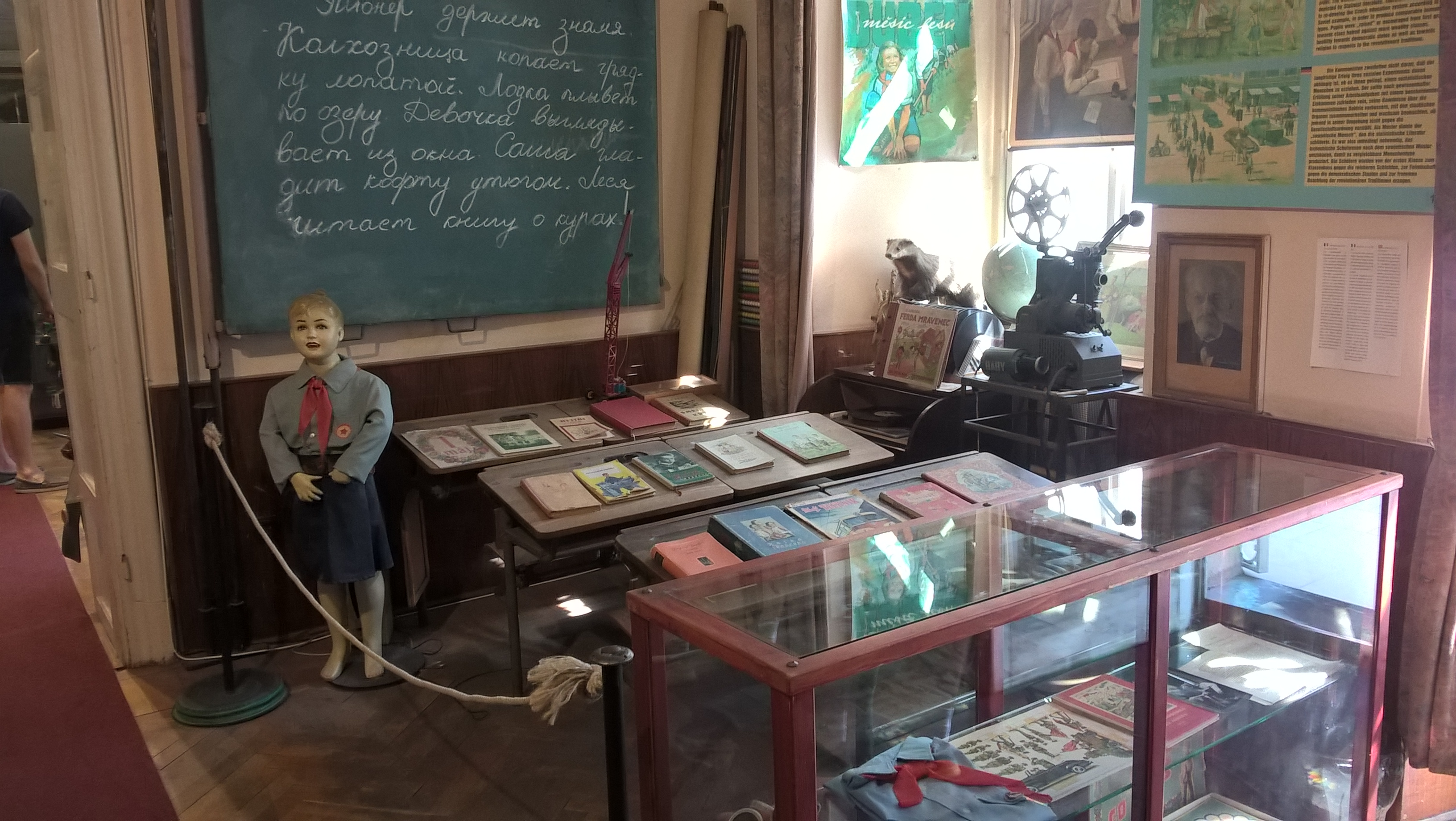
Exhibición del aula, con niño en traje de pionero (movimiento juvenil estatal).
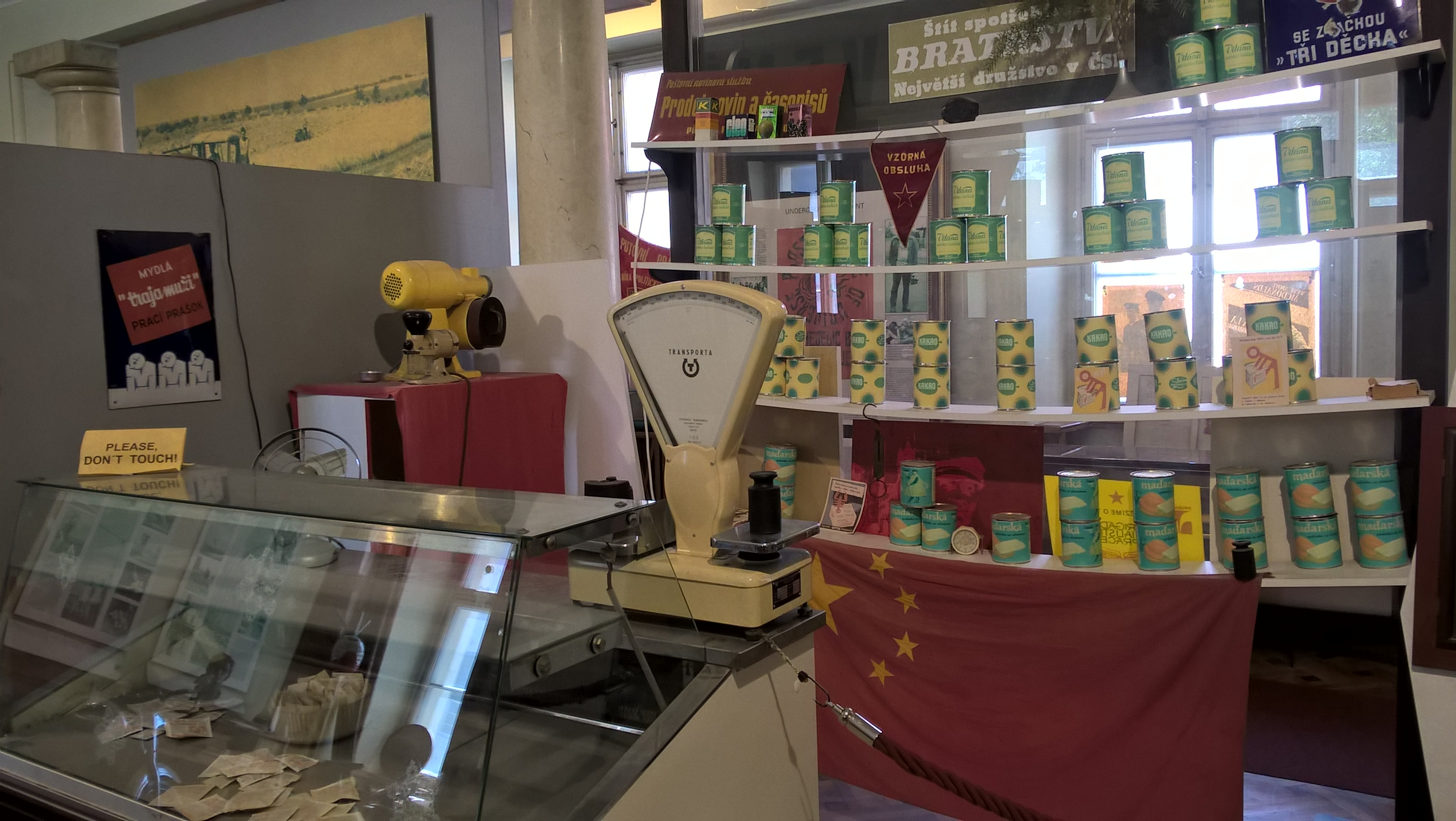
Tienda de comestibles con productos limitados.
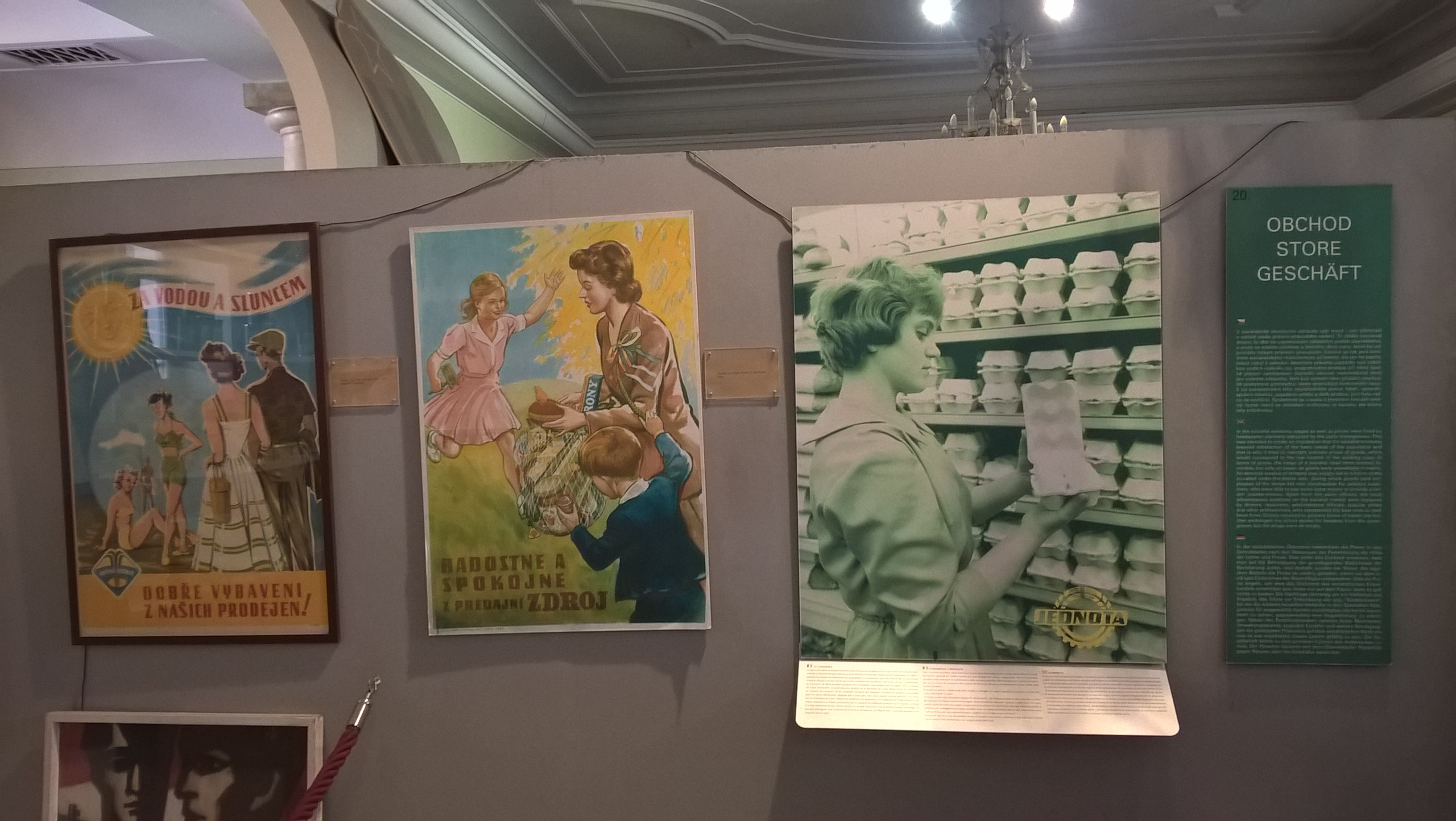
Carteles que muestran la buena vida.
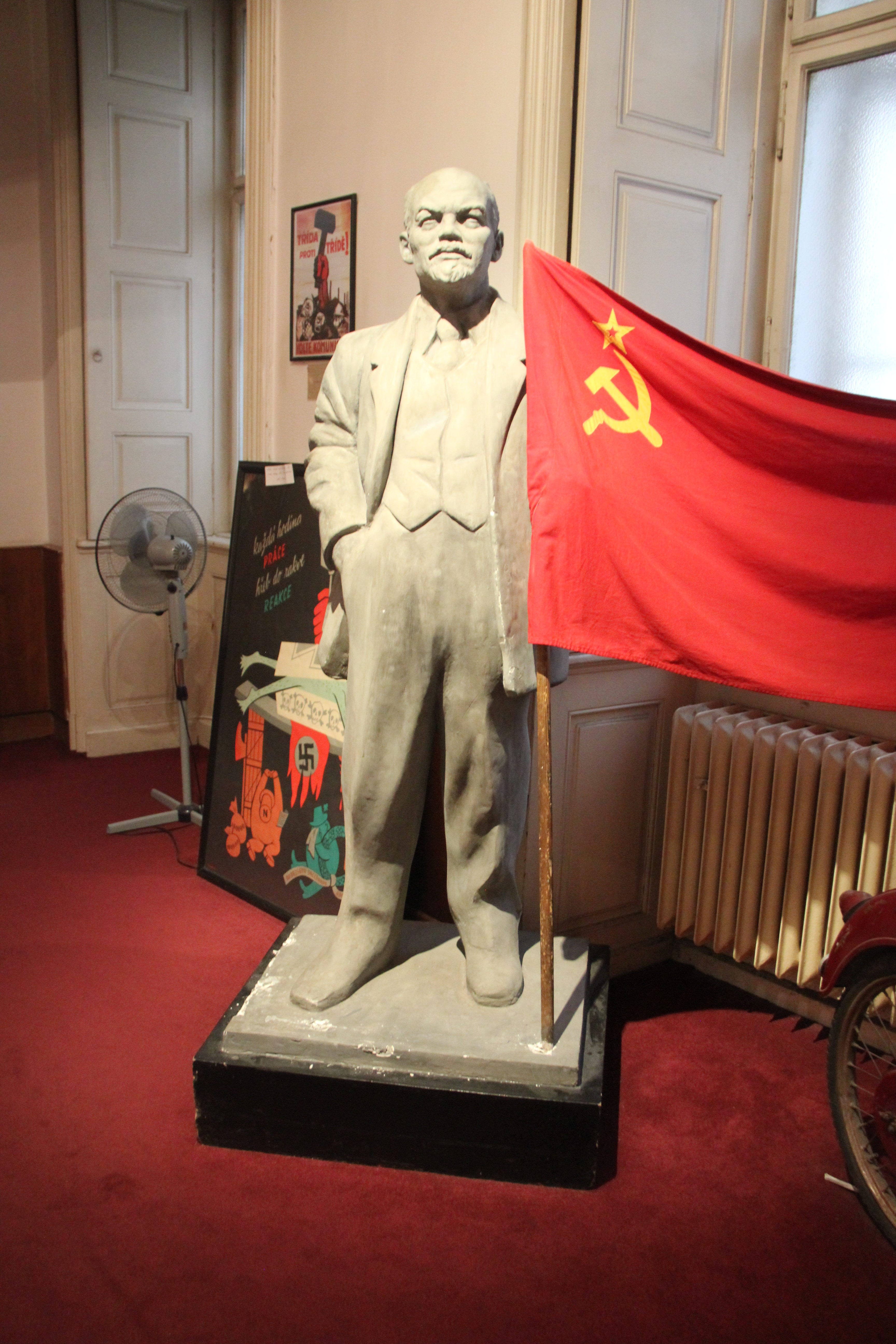
Estatua de Lenin y la bandera de la Unión Soviética.
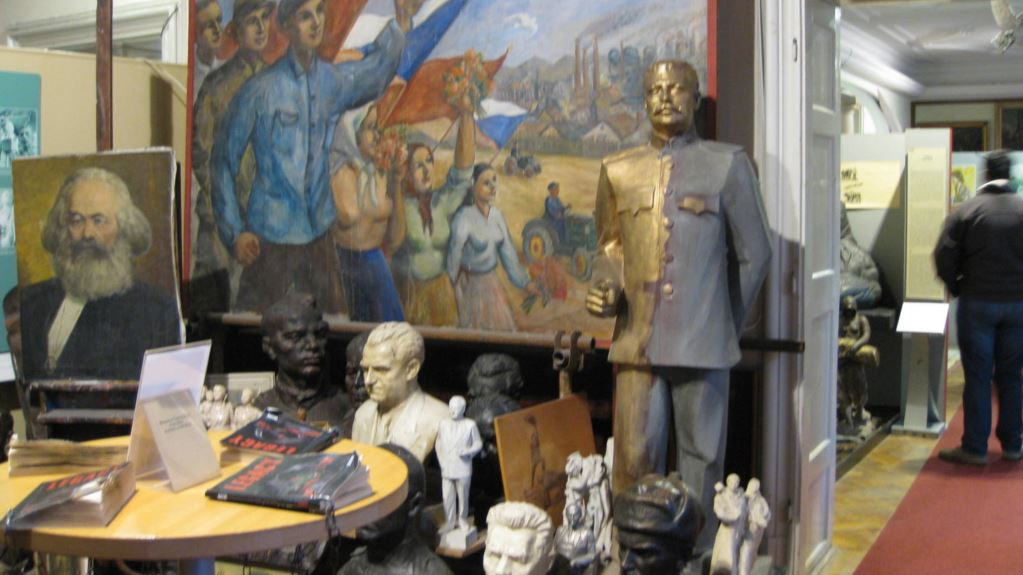
Varios artefactos.
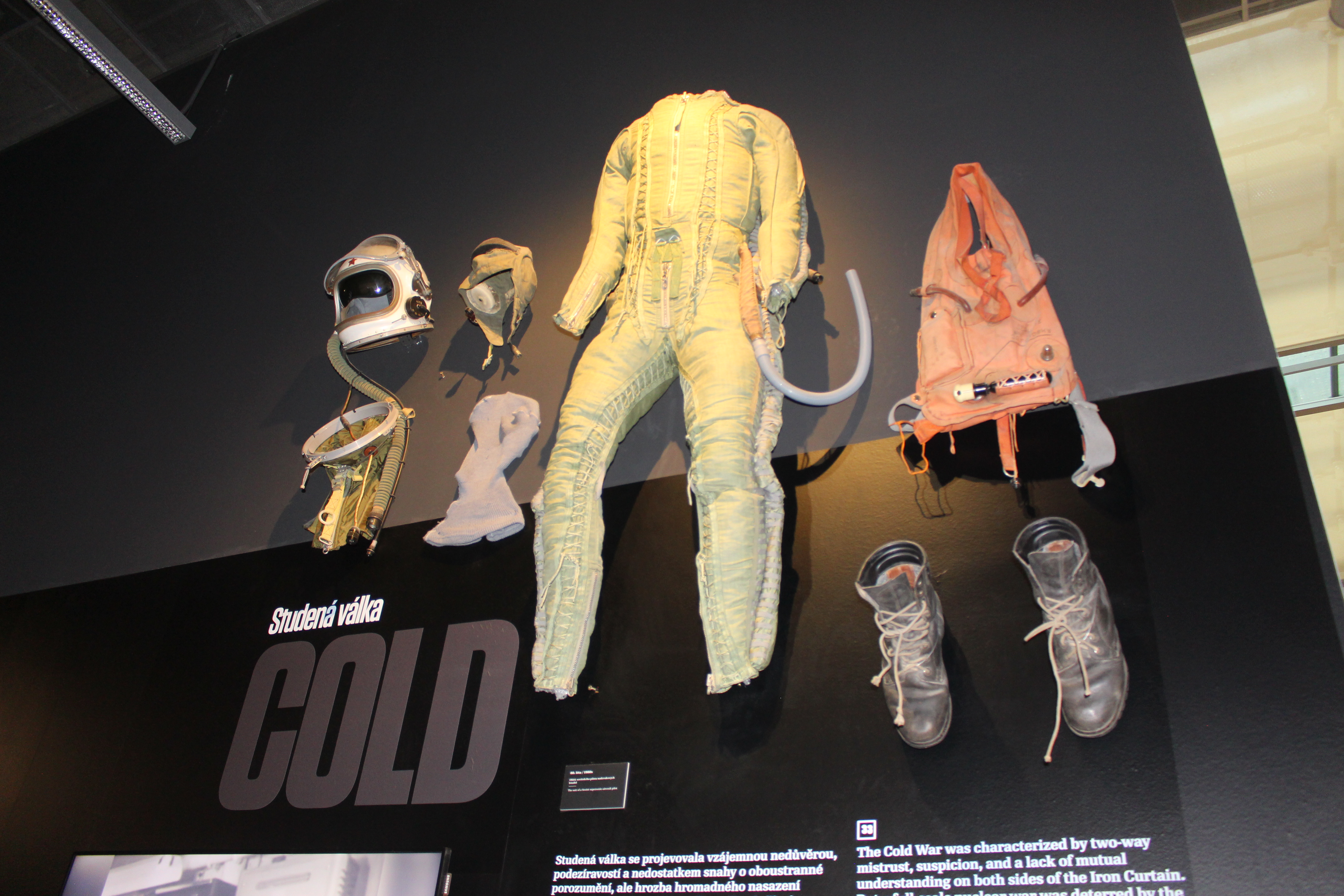
Vestimenta de época
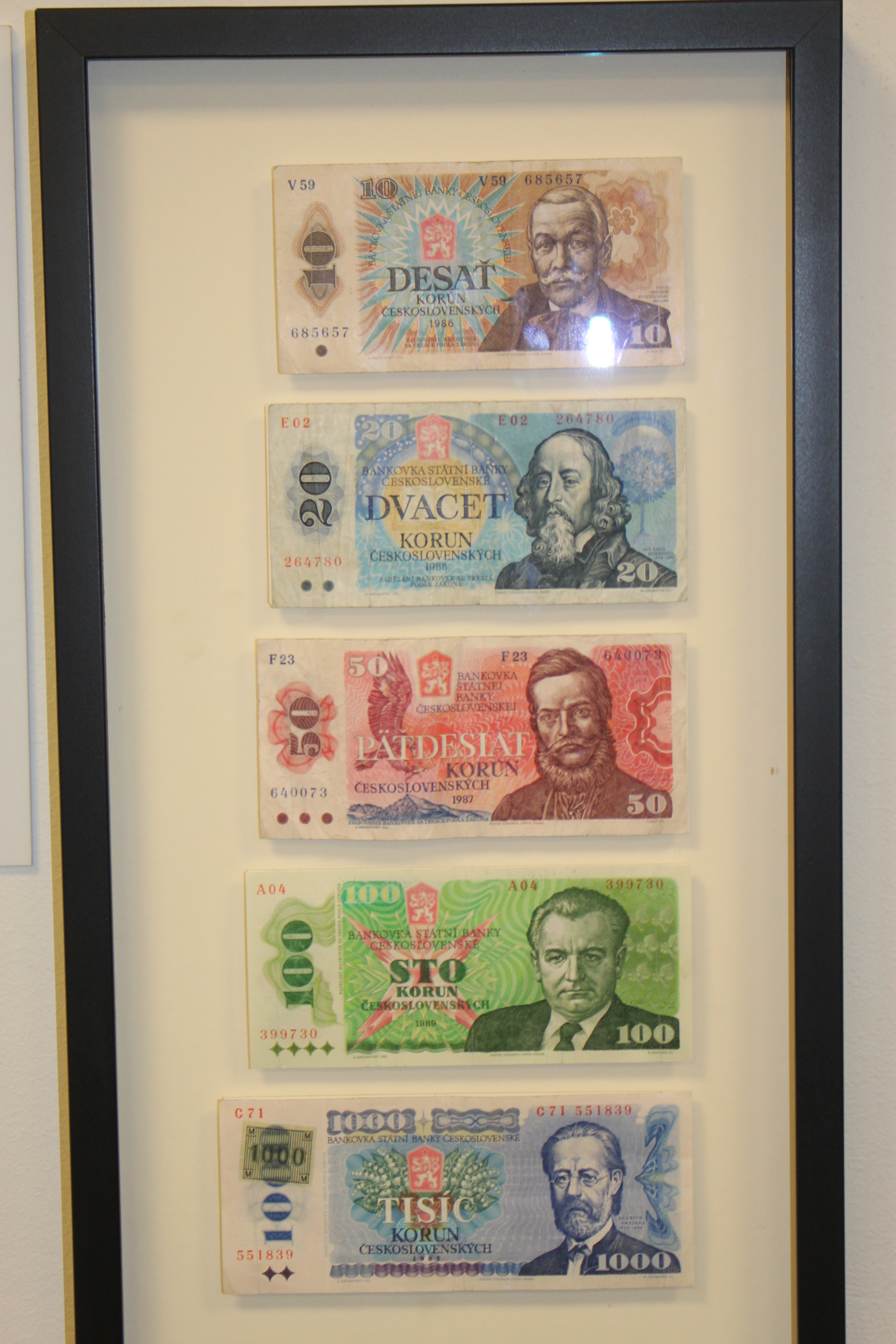
Dinero de época